# Habranthus conzattii
Habranthus conzattii är en amaryllisväxtart som först beskrevs av Jesse More Greenman, och fick sitt nu gällande namn av Flagg, G.Lom.Sm. och Alan W. Meerow. Habranthus conzattii ingår i släktet Habranthus och familjen amaryllisväxter. Inga underarter finns listade i Catalogue of Life.